# Cuenca (canton)
Pour les articles homonymes, voir Cuenca.
Cuenca est un canton d'Équateur situé dans la province d'Azuay.